# Saaristoa nipponica
Saaristoa nipponica là một loài nhện trong họ Linyphiidae.
Loài này thuộc chi Saaristoa. Saaristoa nipponica được Kendo Saito miêu tả năm 1984.